# 費達克拉河
46°26′31″N 9°46′41″E / 46.44185°N 9.77792°E

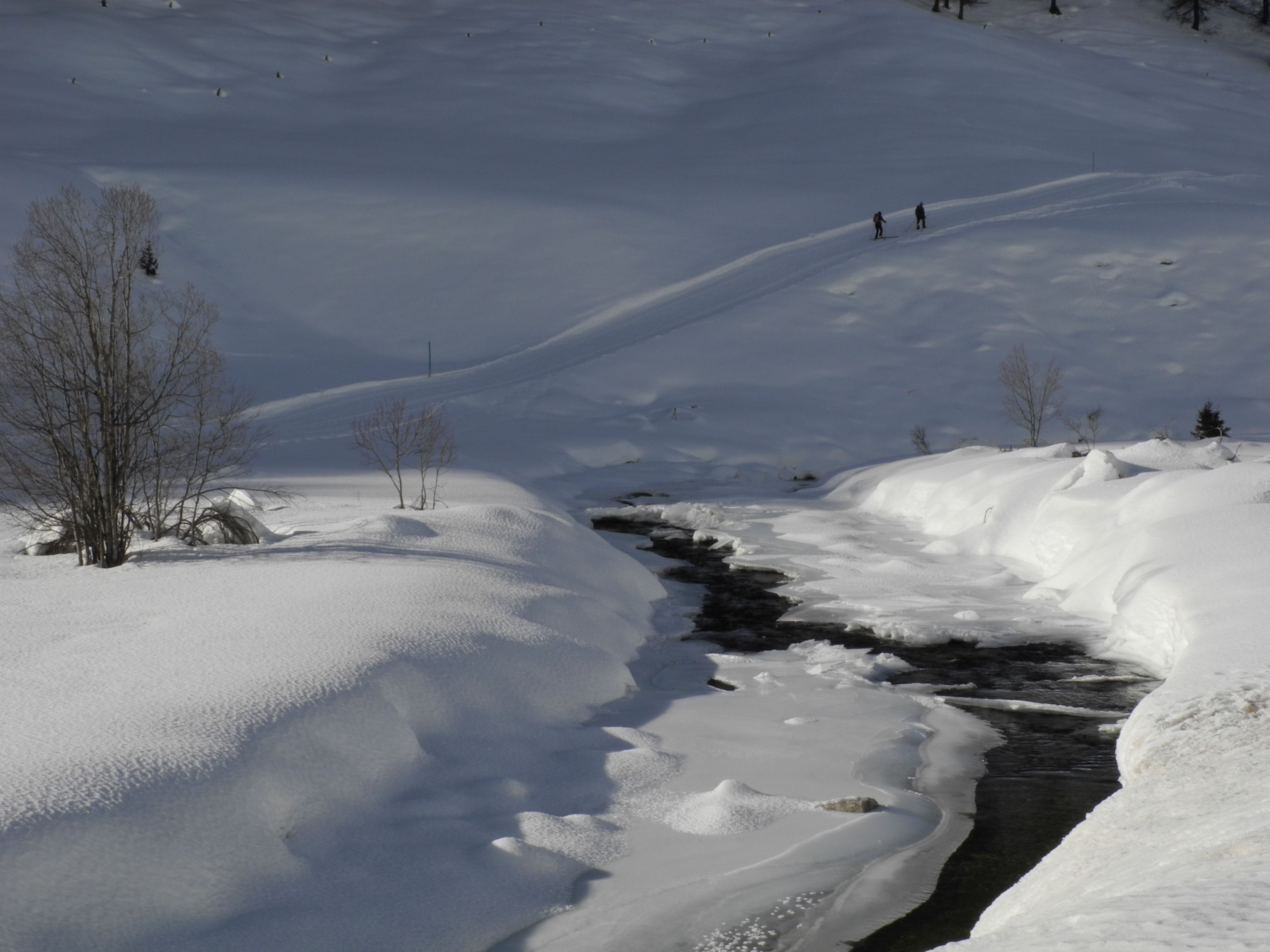

費達克拉河是瑞士的河流，位於該國東南部，流經格勞賓登州，屬於因河的支流，河道全長10.5公里，流域面積33.7平方公里，最終注入席爾瓦普拉納湖。